# Thomas Ried
Thomas Ried (* 15. November 1773 in Hohenburg, Oberpfalz; † 14. Januar 1827 in Regensburg) war ein römisch-katholischer Theologe, Historiker und Domkapitular.

## Biographie
Ried studierte in Regensburg und wurde im Jahr 1798 zum katholischen Priester geweiht. 1799 wurde er Hilfspriester in Sallach, heute ein Ortsteil von Geiselhöring. Anschließend wurde er im Jahr 1801 Kanzellist am bischöflichen Konsistorium zu Regensburg. Im Jahr 1823 war er für kurze Zeit Kanzleiinspektor und zeitgleich Sekretär des Konsistoriums. Parallel hierzu erlangte er 1822 im wiedererrichteten Regensburger Domkapitel ein Vikariat, dem 1826 das Kanonikat folgte. Am 14. Januar 1827 beendete ein Schlaganfall sein Leben in Regensburg. Nach ihm wurde eine Straße in Regensburg im Kasernenviertel benannt.

## Mitgliedschaften
Ried war seit 1817 korrespondierendes Mitglied der Bayerischen Akademie der Wissenschaften.

## Werke (Auswahl)
- Geschichte und Denkmäler der ältesten und neurn teutschen Dichtkunst, 1803
- Sammlung vaterländischer Theaterstücke, 5 Teile, 1807
- Geschichte der Grafen von Hohenburg, 1812 und 1813 
  - Genealogisch-diplomatische Geschichte der Grafen von Hohenburg, Markgrafen auf dem Nordgau Digitalisat
  - Abhandlung über die Grafen von Hohenburg, Markgrafen auf dem Nordgau Digitalisat
- Nachrichten von dem Schotten-Kloster Weyh Sanct Peter zu Regensburg, 1813
- Codex chronologico-diplomaticus episcopatus Ratisbonensis, 1816
- Genealogisch-diplomatische Geschichte des altadelichen nordgauischen Geschlechtes der Sintzenhofer, Lindauer, München 1818 Digitalisat
- Genealogisch-diplomatische Geschichte des erloschenen Rittergeschlechtes der Auer in Regensburg, und Prennberg, Lindauer, München 1823 Digitalisat